# Patrick Sandrin
 (février 2024).
Si vous disposez d'ouvrages ou d'articles de référence ou si vous connaissez des sites web de qualité traitant du thème abordé ici, merci de compléter l'article en donnant les références utiles à sa vérifiabilité et en les liant à la section « Notes et références ».
Pour les articles homonymes, voir Sandrin.
Patrick Sandrin, né à Longwy, est un photographe, réalisateur, producteur et entrepreneur français.

## Biographie
Patrick Sandrin poursuit des études artistiques à l’École Nationale Supérieure des Beaux Arts de Bourges (histoire de l’art / arts plastiques). Il assiste scénographes et metteurs en scène à La Maison de la Culture de Bourges, à l'époque, scène théâtrale nationale et internationale.
À Paris, la photographie devient sa discipline, il crée un studio de création graphique et photographique. Le cinéma se substitue à la photographie, il crée Arion Production et les Films du Cyclone, puis Sofilm et sa Fondation culturelle en Bulgarie.
Les Films du Cyclone devient Cyclone le studio, un site événementiel parisien parmi les plus reconnus, il reçoit les plus grandes marques et enseignes pour des conférences, séminaires, tournages de films et émissions de télévision. Depuis 2015 il y programme un cycle d' événements culturels intitulé UN JOUR UNE ŒUVRE.
Patrick Sandrin fut membre de plusieurs commissions au CNC (Avances sur recettes/Aide à la diffusion/Fonds ECO) et fit partie du jury de sélection pour la villa Médicis (cinéma) et la FEMIS. Il est également membre du conseil d’administration du Fresnoy.[réf. nécessaire]

## Itinéraire cinématographique et géographique
Pendant 15 ans, il produit et coproduit des films avec Arion Production puis les Films du Cyclone, qu’il fonde respectivement en 1983 et en 1987. Tournés aux quatre coins du monde (Chili, Cuba, Inde, Portugal, Italie, Mongolie, Mexique, Philippines, Colombie, Égypte, Niger, Espagne, Venezuela, Bulgarie). Les principaux films sont signés par de grands réalisateurs, et souvent primés dans de grands festivals: Werner Herzog, Nikita Mikhalkov, Alain Tanner, Paulo Rocha, Alain Fleischer, Valeria Sarmiento, Emilio Pacull, Mahmoud Hussein, Fina Torres, François Caillat… 
Après avoir pris part à de nombreuses commissions pour le CNC (dont l’aide à la diffusion et l’avance sur recettes), Patrick Sandrin devient membre du fonds ECO dont la mission est de favoriser les coproductions avec les pays de l’Est.
Il collabore avec le cinéma et la scène culturelle bulgare, un engagement amorcé au moment de la chute du mur, une aventure humaine et culturelle, autant que professionnelles
Il est à l’initiative des deux premières coproductions franco-bulgares : .Quelque chose dan l’air (1991/92) de Peter Popzlatev et Elle (1993/94) de Valeria Sarmiento avec Marine Delterme et Didier Flamand, sur un scénario de Raoul Ruiz. Il coproduira 5 autres films avec des productions locales, réalisés par : Eldora Traikova, Ludmil Todorov, Yvan Tcherkelov, Christo Christo, Stephan Ivanov.
Cette coopération avec le cinéma Bulgare débouche sur :
- La création de SOFILM en 1995, société de production exécutive qui associe : expérience et atouts locaux à l’expertise d’un producteur français. Cette création intervient au moment où la Bulgarie traverse une période de transition difficile après  ‘’la chute du mur’’. Plus de 40 productions françaises sont venues à Sofia travailler avec SOFILM.
- Une coopération culturelle régulière, marquée par l’organisation à Paris de 2 panoramas du cinéma bulgare, le premier en - 1998 et le second en - 2006 pour l’entrée de la Bulgarie dans l’espace Européen, en partenariat avec le Ministère de la Culture et l’ambassadeur de Bulgarie en France Irina Bokova.
- La création de sa fondation, à l’origine des «CLASSES LIBRES», colloques thématiques autour du cinéma, conférences/débats et programmation de films, animés par des intervenants prestigieux, dont : Charles Tesson, Jean-Claude Carrière, Dominique Païni, Catherine Millet, Georges Didi-Huberman, Laurent Cantet, Nicolas Philibert, Bernard Sobel, Nicole Brenez, Michel Reilhac, Alain Bergala, Alain Jaubert, Jean Douchet, Guillaume Dessange… plus de 70 personnalités à ce jour et de grandes institutions françaises  comme :  ARTE, Le FRESNOY studio national des arts contemporains, ARTE radio, SUNNY SIDE.
- Des aides au développement de projets de jeunes auteurs bulgares.
- L’organisation d’évènements et d’expositions internationales:
  - 2011 – « Regards Numériques sur l’Art Contemporains » avec 2 expositions :
  - ABC Art Belge Contemporain avec une sélection d’artistes belges, (Commissaire d’exposition : Dominique Païni, Pascale Pronnier pour le Fresnoy.
  - Le Fresnoy, Studio National des Arts Contemporains : une sélection d’œuvres (photographies et films), produites ces 10 dernières années.

En 2005, Patrick Sandrin est nommé au grade de Chevalier dans l’Ordre des Arts et des Lettres pour son activité de producteur tant en France qu’en Bulgarie, où son action culturelle est reconnue.
En 2016, il reçoit le collier du Siècle d'or, la plus haute distinction culturelle bulgare remise par le Ministère des affaires extérieurs et de la culture bulgare.

## Distinctions
- Ordre des Arts et des Lettres, insigne de chevalier remise par le Ministère de la culture française, par l'intermédiaire d' Yves-Saint Geours.
- Le collier du Siècle d’or, la plus haute distinction culturelle bulgare, remise par le Ministère des affaires extérieures et de la culture bulgare.

## Principaux prix et sélections
- En 1985, Oriana de Fina Torres remporte la Caméra d’or à Cannes.
- En 1987 Les montagnes de la lune de Paulo Rocha – Sélection officielle en compétition au festival de Venise.
- En 1990 Amelia Lopes O'Neill de Valeria Sarmiento – Sélection officielle en compétition au festival de Berlin.
- En 1991, Urga de Nikita Mikhalkov obtient le Lion d’or à Venise, film pour lequel Patrick Sandrin a développé le sujet avec l’auteur, effectué les repérages en Mongolie, préparé les accords avec les autorités chinoises et trouvé le financement dont l’avance sur recettes et Caméra One (Michel Seydoux), qui prendra la production déléguée du film.
- En 1996, Les hommes du port, de Alain Tanner, sélectionné pour faire l’ouverture du festival du réel à Paris.

## Filmographie

### Comme producteur / coproducteur ou producteur exécutif
Avec Arion Production
- 1985 : Oriana de Fina Torres – Caméra d’or au festival de Cannes
- 1986 : Nanou de Conny Templeman
- 1987 : Les Montagnes de la Lune de Paulo Rocha – Sélection officielle en compétition au festival de Venise
- 1988 : Agosto de Jorge Silva Melo
- 1988 : Terre sacrée d'Emilio Pacull – Sélection officielle au festival de Cannes « Semaine de la critique »
- 1989 : Kantus, le dernier voyage de Francisco Norden
- 1989 : Wodaabe, les bergers du soleil de Werner Herzog
- 1989 : Badjao a Tong Bongkow de François Floquet
- 1990 : Urga de Nikita Mikhalkov  – Lion d’or au festival de Venise
- 1990 : Amelia Lópes O'Neill de Valeria Sarmiento – Sélection officielle en compétition au festival de Berlin
- 1990 : Rome Roméo d'Alain Fleischer – Projection officielle pour l’ouverture du Grand Louvre
- 1990 : Signe de feu de Nino Bizzarri
- 1991 : Le Roi ébahi d’Imanol Uribe – Sélection officielle en compétition au festival de Berlin
- 1992 : Quelque chose dans l’air de Peter Popzlatev
- 1993 : Três Irmãos de Teresa Villaverde
- 1993 : Dollar mambo de Paul Leduc
- 1993 : Les Naufragés de Miguel Littin – Sélection officielle au festival de Cannes « Un certain regard »
- 1995 : Elle de Valeria Sarmiento
- 1995 : Pierres qui roulent d’Yvan Tcherkelov
- 1995 : Les Amis d'Emilia de Ludmil Todorov
- 1996 : Sulamit de Christo Christov

Avec Les Films du Cyclone
- 1990 : Daniel Cordier, le regard d'un amateur d'Alain Fleischer
- 1991 : La Planète des enfants de Valeria Sarmiento
- 1992 : Emiliano Zapata de Patrick Le Gall
- 1993 : Versant sud de la liberté de Mahmoud Hussein et Bernard Favre – Première à l’UNESCO[Quoi ?]
- 1994 : Les Hommes du port d'Alain Tanner – Sélection pour l’ouverture du festival du réel au centre Georges Pompidou[4]
- 1995 : Des ours et des hommes d'Eldora Traykova
- 2019 : Les Mécanismes du plaisir, un théâtre pour la main, de Danielle Schirman
- 2020 : Alain Fleischer, une pensée en mouvement (bonus du coffret collector édité par Les Éditions Montparnasse. Ce coffret rassemble quelques-uns des films majeurs d’Alain Fleischer).
- 2022 : Sur le fil de Diane, de Patrick Sandrin
- 2022 : Huellas, de Valéria Sarmiento
- 2023:  Waldo Rojas, une balade en Bolero, de Patrick Sandrin

Avec Sofilm (productions exécutives et/ou co-productions)
- 1995 : Compagnons secrets de Pierre Beuchot
- 1996 : Les Anneaux de la gloire de Jean-Luc Miesch
- 1997 : Hors limites de Dennis Berry (épisodes Mariage à la bulgare et Le Piège)
- 1998 : Est-Ouest de Régis Wargnier
- 2001 : Vercingétorix de Jacques Dorfmann
- 2001 : Ton Tour viendra d'Harry Cleven
- 2002 : La Vie nouvelle de Philippe Grandrieux
- 2002 : Comment devient-on capitaliste de Christiane Spiero
- 2002 : Marie Marmaille de Jean-Louis Bertuccelli
- 2003 : Le Grand Voyage d’Ismaël Ferroukhi
- 2003 : La Peine d'une mère de Gilles Béhat
- 2003 : La Ronde des Flandres d’André Chandelle
- 2003 : Dogora de Patrice Leconte
- 2003 : Les Choristes de Christophe Barratier
- 2003 : Commissaire Moulin d'Yves Rénier
- 2004 : Un amour à taire de Christian Faure
- 2004 : Le Dernier Seigneur des Balkans de Michel Favart
- 2005 : Julia Kristeva de François Caillat
- 2006 : Livrez-nous Grynszpan de Joël Calmettes
- 2006 : Le Lièvre de Vatanen de Marc Rivière
- 2007 : Home d'Ursula Meier
- 2007 : Hitman de Xavier Gens
- 2007 : Big City de Djamel Bensalah
- 2008 : Avocats et Associés d'Alexandre Pidoux
- 2008 : Une femme à abattre d'Olivier Langlois
- 2009 : Ao, le dernier Néandertal de Jacques Malaterre
- 2009 : La Route devant de Stephan Ivanov
- 2010 : J'étais à Nuremberg d'André Chandelle
- 2010 : Rideau rouge à Raïsko de Jean-Louis Lorenzi

### Comme réalisateur
- 1989 : Nouvelles de Santiago
- 2011 : Gredi Assa
- 2020 : Alain Fleischer, une pensée en mouvement (bonus du coffret collector édité par Les Éditions Montparnasse. Ce coffret rassemble quelques-uns des films majeurs d’Alain Fleischer).
- 2022 : Sur le fil de Diane
- 2023:  Waldo Rojas, une balade en Bolero